# Enlight Media
Beijing Enlight Media Company Limited (кит. 光线传媒有限公司) — частная китайская компания в сфере индустрии развлечений (производство и продвижение художественных и анимационных фильмов, телевизионных сериалов и программ, музыкальный бизнес). Основана в 2000 году, штаб-квартира расположена в Пекине, акции компании котируются на Шэньчжэньской фондовой бирже.
Контрольный пакет акций Enlight Media через Enlight Investment Holding (Шанхай) принадлежит председателю правления Ван Чантяню. Другими крупными акционерами компании являются Ali Venture Investment и родственники Ван Чантяня.

## Кинопроизводство
Главным активом Enlight Media является кинокомпания Beijing Enlight Pictures. Она принимала участие в производстве таких фильмов, как Город под осадой (2010), Кулак легенды: Возвращение Чэнь Чжэня (2010), Мурал (2011), Убийцы (2012), Последний магнат (2012), Потерянный в Таиланде (2012), Дьявол и Ангел (2015), Русалка (2016), Приятели в Индии (2017), По ту сторону океана (2016), Планета зверей (2018), Восемь сотен (2020), Снайперы (2022) и Полноводная красная река (2023). Кроме того, Enlight Media производит телесериал Потерянная гробница, китайские версии телешоу X Factor и Битва хоров.

## Дочерние структуры
В 2013 году Beijing Enlight Media за 136 млн долларов приобрела 27 % акций New Classics Media Corporation из провинции Чжэцзян (производство и продвижение телесериалов), а в 2018 году продала свою долю интернет-гиганту Tencent. Также Beijing Enlight Media вместе с Tencent и Meituan-Dianping владеет компанией Maoyan Entertainment — крупнейшим в Китае приложением по онлайн продаже билетов в кинотеатры.